# Про політичні помилки і незадовільну роботу Інституту історії України Академії наук УРСР
«Про політичні помилки і незадовільну роботу Інституту історії України Академії наук УРСР», постанова ЦК КП(б)У від 29 серпня 1947 — рішення ЦК КП(б)У, прийняте під час повоєнного наступу сталінського тоталітарного режиму проти української інтелігенції. Постанові передувала ініційована 1-м секретарем ЦК КП(б)У Л.Кагановичем нарада в ЦК КП(б)У про боротьбу з проявами націоналізму в історичній науці (29—30 квітня 1947), де піддано критиці видання Інституту історії України АН УРСР «Історія України: Короткий курс» (1940) за редакцією С.Бєлоусова та інших і «Нарис історії України» (1942) за редакцією К.Гуслистого, Л.Славіна та Ф.Ястребова. Документ від 29 серпня 1947 додатково включив до переліку праць інституту, що піддавалися критиці, й «Історію України, т. 1» (1943) за редакцією М.Петровського. Інституту історії України АН УРСР закидалася відсутність підготовленої й виданої, «науково витриманої, марксистсько-ленінської» «Історії України»; інкримінувалися «серйозні помилки й грубі спотворення», «запозичення у буржуазно-націоналістичних істориків Грушевського,
Антоновича та ін.», «залишки буржуазно-націоналістичних поглядів» у працях окремих співробітників й насамперед — директора інституту М.Петровського. Вітчизняним історикам закидалося «ігнорування впливу найважливіших революційних центрів — Москви, Ленінграда, Баку, Тбілісі та ін. на революційну боротьбу українського народу за соціальне й національне визволення». Документ наголошував на потребі висвітлювати історію України не ізольовано, а лише «у тісному зв'язку з історією російського, білоруського та інших народів Радянського Союзу»; повідомлялося, що Київська Русь не була суто українською державою, а «колискою трьох братніх народів — російського, українського й білоруського». Зауважувалося, що незадовільний стан справ в Інституті історії України АН УРСР негативно вплинув на викладання історії України у вузах і середній школі республіки, оскільки переважна більшість викладачів, мовляв, повторюють ті ж «помилки й спотворення, що мають місце у працях з історії України, виданих інститутом». Постанова зобов'язувала Президію АН УРСР «зміцнити керівництво» Інституту історії України, визначивши «бойовим завданням» комуністів-істориків АН УРСР підготовку марксистсько-ленінського «Короткого курсу історії України».
Республіканська преса одержала вказівку надрукувати низку статей із найважливіших питань історії України й «викриття буржуазно-націоналістичної фальсифікації минулого українського народу»; міністерство освіти УРСР зобов'язувалося вжити заходів щодо «виправлення й покращання справи викладання історії у школах УРСР».
Постанова від 29 серпня 1947 ініціювала проведення низки нарад істориків — наукових працівників і викладачів вузів республіки — із критикою «буржуазно-націоналістичних помилок» у висвітленні минулого українського народу й, зокрема, діяльності Інституту історії України АН УРСР. Попередні підсумки опрацювання рішення від 29 серпня 1947 підбито в постанові ЦК КП(б)У від 3 жовтня 1947 «Про хід обговорення рішення ЦК КП(б)У „Про політичні помилки і незадовільну роботу Інституту історії України АН УРСР“».
Як і низка інших ідеологічних постанов ЦК КП(б)У кінця 1940-х — початку 1950-х рр. з питань розвитку української літератури, мистецтва, історичної науки, рішення від 29 серпня 1947 було дезавуйоване ЦК КПУ в червні 1990 як «політично помилкове».